# Чайна Мозес

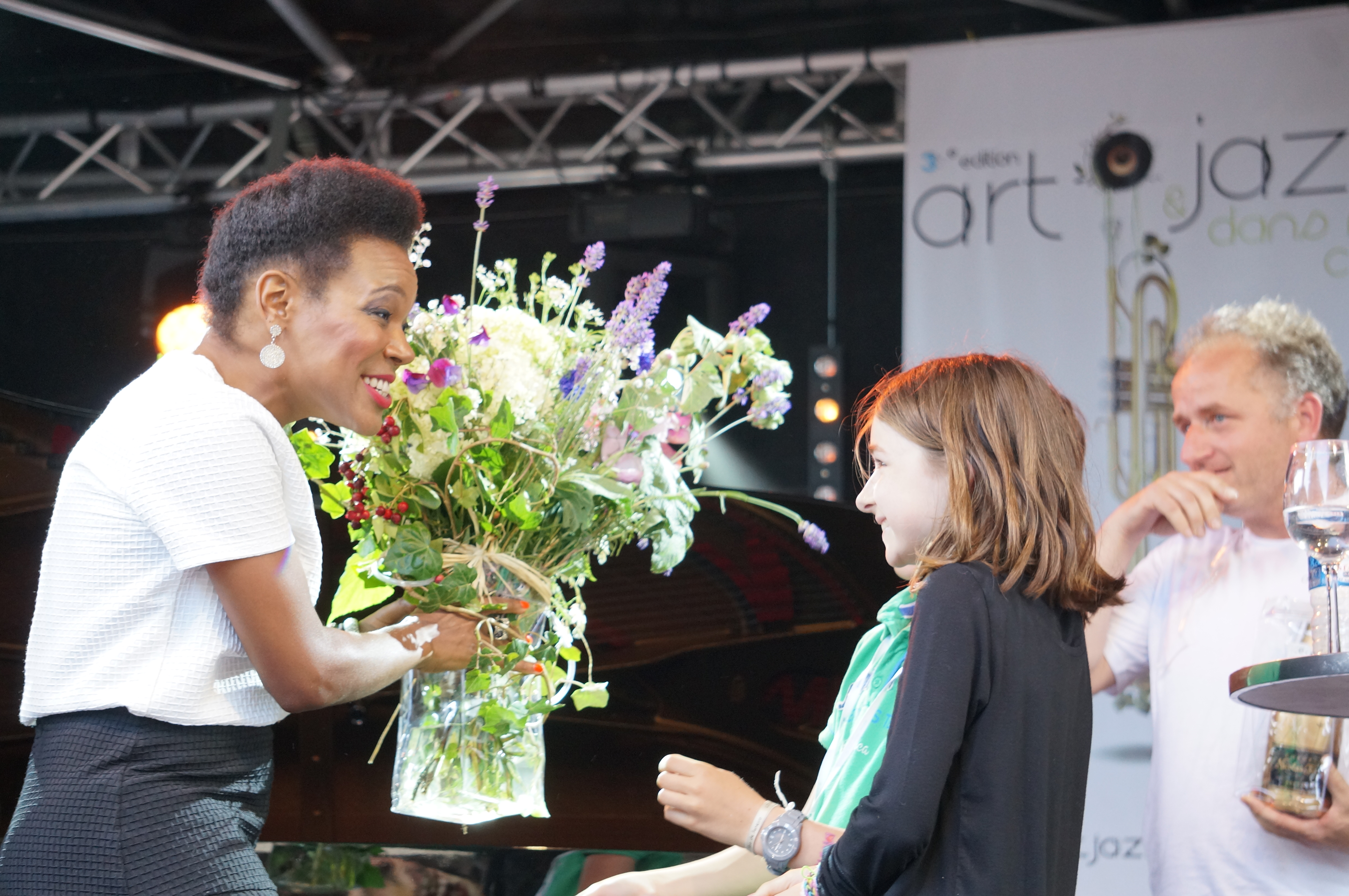
Чайна Мозес. 2014

Чайна Мозес (англ. China Moses, нар.9 січня 1978, Лос-Анджелес, Каліфорнія, США) — американська співачка і телеведуча. Живе у Парижі, Франція.

## Життєпис
Чайна Мозес народилася в сім'ї джазової співачки Ді Ді Бриджвотер та режисера Ґілберта Мозеса. Дитинство майбутньої співачки пройшло в світі музики та театру. Перший її сингл «Час» (Time, 1996) вийшов у віці 18 років разом з її першим відеороликом Жана-Батиста Мондіно. Пізніше вийшли три альбоми: «China», (1997), «On tourne en rond» (2000), і «Good Lovin» (2004).
У 2006 році Чайна Мозес познайомилася з піаністом і аранжувальником Рафаелем Лемонньє (Raphaël Lemonnier). Ця зустріч стала поворотним моментом в її кар'єрі: Чайна повернулася до свого першого захоплення — джазу. Разом вони створили виставу і записали диск «This One's For Dinah» на пам'ять про «королеву блюзу» 50-х — 60-х років Дайну Вашингтон.
Крім співу Чайна Мозес поєднує свою пристрасть до музики з діяльністю телеведучої на музичних розважальних телеканалах «MCM» у 1999—2001 роках і «MTV» (Франція) у 2004—2011 роках. У 2011 році вона приєдналася до команди 8-го сезону Le Grand Journal на «Канал+», який покинула у липні 2012 року. З жовтня 2011 до кінця 2012 року з 19-ї до 20-ї години вела щоденну передачу «Зроблено в Китаї» на радіостанції «Джаз Радіо». Нарешті у 2008 році заснувала власну компанію «MadeInChina Productions».

## Чайна Мозес у Львові
25 червня 2017 року Чайна Мозес виступила у Львові на «Альфа Джаз Фест 2017» — сьомому міжнародному джазовому фестивалі, що тривав з 23 до 27 червня. До Львова співачка привезла нову програму, пов'язану з цьогорічним стартом її нового альбому «Nightintales».

## Дискографія

### Альбоми
- 1997 : China (Source/Virgin)
- 2000 : On tourne en rond (Source)
- 2004 : Good Lovin (EMI)
- 2009 : This One's for Dinah (MadeInChina Productions/Blue Note France/EMI)
- 2012 : Crazy Blues (MadeInChina/Decca/Universal Classics and Jazz International)
- 2017 : Nightintales (MadeInChina/MPS)